# In casa con il nemico
In casa con il nemico (Stepfather III) è un film del 1992 diretto da Guy Magar.
Si tratta del terzo capitolo della saga de Il patrigno.

## Trama
Continuano le gesta del patrigno, ancora alla ricerca di una nuova famiglia da terrorizzare.